# Award.kz
Award.kz — казахстанская национальная премия среди веб-разработчиков. Целью премии является выявить наиболее весомые в художественном, технологическом и социально-культурном плане интернет-ресурсы Казнета. Принять участие в конкурсе может любой интернет-ресурс, удовлетворяющий любому из следующих условий: находящийся в домене .kz, рассказывающий о Казахстане, сделанный бывшими или нынешними казахстанцами. С 2017 года «Национальная интернет-премия AWARD.kz не вручала премий.

## История
История премии берёт своё начало в 1999 году. Первый конкурс веб-сайтов Казнета, под названием «Лучшая web-страница 1999» инициирован веб-группой компании Nursat. В то время целью конкурса был поиск талантливых веб-дизайнеров и программистов для самой компании Nursat. Идея была подхвачена на следующий год компанией Iteca. С целью стимулировать развитие казахстанского Интернета, Iteca организовала и провела конкурс в 2000—2001 годах под названием «Лучший сайт KITEL».
Название «Award.kz» впервые прозвучало в 2002 году, начиная с которого организатором конкурса начало выступать объединение нескольких компаний и частных лиц. К 2007 году сформировался устойчивый коллектив оргкомитета, его силами был зарегистрирован Общественный фонд «Национальная интернет-премия AWARD.kz», с тех пор и по сей день конкурс проводит данная некоммерческая организация.
19 сентября 2014 года, в день празднования 20-летия Казнета, в Центральном парке культуры и отдыха в Алма-Ате была открыта аллея победителей национальной интернет-премии Award.kz, на которой были посажены именные ели победителей прошлых лет.

## Обладатели гран-при
| Номер премии | Год  | Обладатель гран-при                                              |
| ------------ | ---- | ---------------------------------------------------------------- |
| 1            | 2002 | не присуждалось                                                  |
| 2            | 2003 | не присуждалось                                                  |
| 3            | 2004 | Интернет-газета «Навигатор-2» www.navi.kz                        |
| 4            | 2005 | Портал мобильной связи «Mobi.KZ» www.mobi.kz                     |
| 5            | 2006 | BISTRO.KZ — Онлайн-ресторан экспресс-доставки www.bistro.kz      |
| 6            | 2007 | Sports.kz — Спортивный портал Казахстана www.sports.kz           |
| 7            | 2008 | MyCity.kz — Интерактивные карты городов Казахстана www.mycity.kz |
| 8            | 2009 | Virtual Reality Tours www.vrt.kz                                 |
| 9            | 2010 | блог-платформа «Your Vision» www.yvision.kz                      |
| 10           | 2011 | интернет-издание Tengrinews.kz                                   |
| 11           | 2012 | интернет-издание Tengrinews.kz                                   |
| 12           | 2013 | интернет-издание Tengrinews.kz                                   |
| 13           | 2014 | Lamoda.kz                                                        |
| 14           | 2015 | Lamoda.kz                                                        |
| 15           | 2016 | Интернет-журнал Vласть                                           |
| 16           | 2017 | Сайт страховой компании НСК nsk.kz                               |